# Bokura no Ai no Kanade
Bokura no Ai no Kanade (僕らの愛の奏で lit. La melodía de nuestro amor?), también conocida como Melody of Our Love, es una película japonesa dirigida por Yōka Kusano, lanzada exclusivamente en DVD el 21 de marzo de 2008. Fue producida por KlockWorx, y protagonizada por Kōki Watari y Masato Uchiyama.

## Argumento
Maki Takizaka (Kōki Watari) es un estudiante universitario de música abiertamente gay al que no le gusta comprometerse sentimentalmente y nunca ha tenido una pareja que dure más de una noche. Esta situación continúa hasta que Maki se enamora perdidamente de Ruiku Sakizawa (Masato Uchiyama), un compañero de clases frío y distante. Ruiku es un pianista muy talentoso, pero no tiene ningún interés en nada ni en nadie y se encuentra encerrado en su propio mundo. Maki decide hacer lo que sea necesario para que Ruiku le devuelva sus sentimientos.

## Reparto
- Kōki Watari como Maki Takizaka
- Masato Uchiyama como Ruiku Sakizawa
- Gō Hayata como Raika Ishigami
- Namihiko Ōmura como Yamagishi-sensei